# Roseți
Roseți è un comune della Romania di 5 976 abitanti, ubicato del distretto di Călărași, nella regione storica della Muntenia.
Il comune è formato dall'unione di 2 villaggi: Radovanu e Valea Popii.